# إدارة ماناغوا
إدارة ماناغوا (بالإسبانية: Departamento de Managua)(تلفظ بالإسبانية: ‎/maˈna.ɣwa/‏) هي واحدة من إدارات نيكاراغوا، عاصمتها هي عاصمة نيكاراغوا وأكبر مدنها ماناغوا.

## الديموغرافيا
خلال السنوات الـ 113 الأخيرة (1906-2019)، تضاعف عدد سكان ماناغوا 31 مرة، من 48 ألف نسمة فقط في عام 1906 إلى 586 مليون نسمة بحلول عام 2019 وفقاً لآخر التقديرات. ومن الجدير بالذكر أنه منذ ثلاثينيات القرن العشرين، أصبحت محافظة ماناغوا الأكثر اكتظاظاً بالسكان في البلاد بالكامل حيث بلغ عدد سكانها اليوم (1,5) 2019 مليون نسمة.
| التعداد التاريخي لإدارة ماناغوا | التعداد التاريخي لإدارة ماناغوا |
| السنة                           | عدد السكان                      |
| ------------------------------- | ------------------------------- |
| 1906                            | 48,204                          |
| 1920                            | 74,696                          |
| 1940                            | 120,202                         |
| 1950                            | 161,513                         |
| 1963                            | 318,826                         |
| 1971                            | 485,850                         |
| 1995                            | 1,093,760                       |
| 2005                            | 1,262,978                       |
| 2019                            | 1,534,218                       |

## المناخ
تصل درجة الحرارة القصوى في وسط ماناغوا إلى ما بين 30 درجة مئوية و35 درجة مئوية و26.9 درجة مئوية في أعلى الأماكن.

## التقسيم الإداري
تنقسم إدارة ماناغوا إدارياً إلى تسع بلديات:
| البلدية             | المساحة | تعداد السكان 1995 | تعداد السكان 2005 | تعداد السكان 2019 |
| ------------------- | ------- | ----------------- | ----------------- | ----------------- |
| سيوداد ساندينو      | 51 كم²  | -                 | 75,083 نسمة       | 120,705 نسمة      |
| إل كروشيرو          | 226 كم² | -                 | 13,656 نسمة       | 15,804 نسمة       |
| ماناغوا             | 267 كم² | -                 | 937 489 نسمة      | 1 052 217 نسمة    |
| ماتير               | 297 كم² | 17,804 نسمة       | 28,775 نسمة       | 56,934 نسمة       |
| سان فرانسيسكو ليبر  | 668 كم² | 8,777 نسمة        | 9,416 نسمة        | 11,212 نسمة       |
| سان رافائيل ديل سور | 357 كم² | 37,062 نسمة       | 42,417 نسمة       | 54,366 نسمة       |
| تيكوانتبي           | 60 كم²  | 19,979 نسمة       | 27,008 نسمة       | 37,544 نسمة       |
| تيبيتابا            | 975 كم² | 82,808 نسمة       | 101,685 نسمة      | 148,390 نسمة      |
| فيلا ال كارمن       | 562 كم² | 24,230 نسمة       | 27,449 نسمة       | 37,046 نسمة       |

## جغرافيا
تقع الإدارة في غرب نيكاراغوا، وتبلغ مساحتها 3,465 كم2، وتقع الإدارة في إحداثيات 12 ° 8′N 86 ° 15′W.

## الاقتصاد
ماناغوا هي الإدارة ذات النشاط الاقتصادي الأعلى في البلاد، كما يوجد بها العديد من الخدمات والهيئات الحكومية والجامعات والمستشفيات الرئيسية، وواحد من المطارين الدوليين الوحيدين في نيكاراغوا.